# Fromelennes
Fromelennes is een gemeente in het Franse departement Ardennes (regio Grand Est). De plaats maakt deel uit van het arrondissement Charleville-Mézières. Fromelennes telde op 1 januari 2022 1.038 inwoners. De gemeente grenst aan België (gemeente Beauraing).
De Sint-Laurentiuskerk werd gebouwd in de 19e eeuw en verving een 17e-eeuwse kapel. Een andere bezienswaardigheid zijn de grotten van Nichet.

## Geschiedenis
Het gehucht Flohimont is het oudst werd voor het eerst vermeld in 1066. Dit gehucht viel onder de Abdij van Saint-Hubert. Fromelennes ontstond in de 13e eeuw en behoorde aan de Abdij van Félixpré. Beide dorpen lagen in het prinsbisdom Luik. Na de Vrede van Nijmegen (1678) werd Fromelennes deel van Frankrijk.
In de gemeente waren steengroeven. Al in de 16e eeuw was er metaalnijverheid in Flohimont. In 1806 werd een koperfabriek geopend door Gédéon de Contamine. De koperindustrie leidde tot een bevolkingsaanwas die bleef duren tot halfweg de jaren 1970.

## Geografie
De oppervlakte van Fromelennes bedroeg op 1 januari 2022 7,17 vierkante kilometer; de bevolkingsdichtheid was toen 144,8 inwoners per km².
De Houille stroomt door de gemeente. Zowel Fromelennes als het gehucht Flohimont liggen aan de autoweg D46, Fromelennes ten noorden van Flohimont.
De onderstaande kaart toont de ligging van Fromelennes met de belangrijkste infrastructuur en aangrenzende gemeenten.

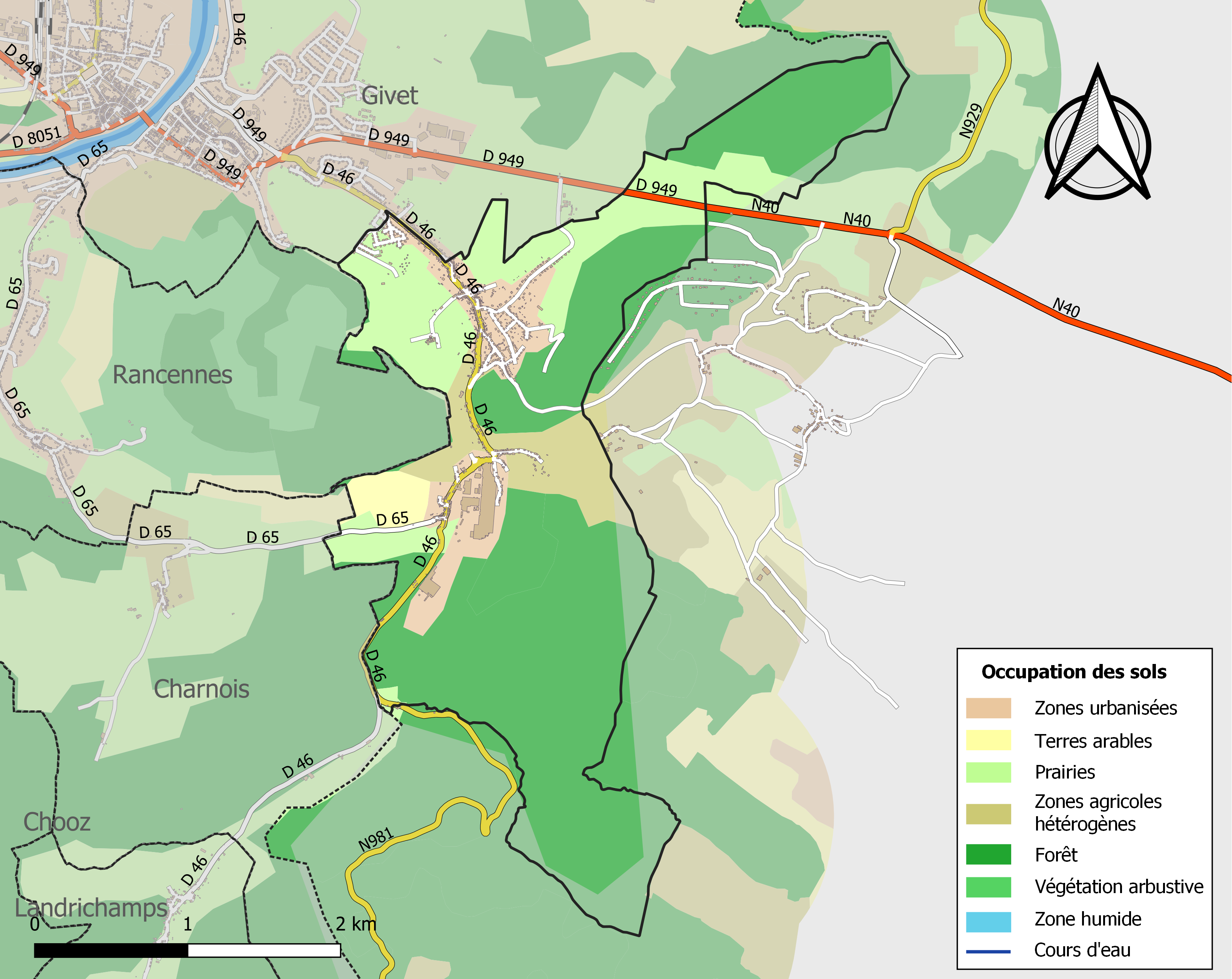

## Demografie
Onderstaande figuur toont het verloop van het inwonertal (bron: INSEE-tellingen).
Vanwege een beveiligingsprobleem met de MediaWiki Graph-software is het momenteel niet mogelijk deze grafiek weer te geven. Zodra de software is bijgewerkt zal de grafiek vanzelf weer zichtbaar worden.